# 스타디움 오브 라이트
스타디움 오브 라이트(Stadium of Light)는 영국의 축구 경기장이다. 1997년 개장했으며 49,000명을 수용할 수 있는 전 좌석 경기장이다. EFL챔피언쉽에 참여할수도 있는 클럽 선덜랜드 AFC의 홈구장이다.